# Al Olympic Zaouia
Al Olympic Zaouia is een Libische voetbalclub uit Az Zawiyah die speelt in de Premier League, de Libische eerste klasse. De club werd in 1947 opgericht.

## Palmares
- Premier League
  - Landskampioen: 2004

- Beker van Libië
  - Finalist: 2006

Al Ahly Benghazi · Al Ahly Tripoli · Al Akhdar Derna · Al Ittihad Tripoli · Al Jazeera Tripoli · Al Madina Tripoli · Al Nasr Benghazi · Al Olympic Zaouia · Al Shat Tripoli · Al Soukour · Al Tahaddy Benghazi · Al Wahda Tripoli · Khaleej Syrte · Ngom Egdabya